# Abu Hassan (opera)
Abu Hassan är en opera (sångspel) i en akt med musik av Carl Maria von Weber och libretto av Franz Karl Hiemer efter sagan i Tusen och en natt. Operan uruppfördes på Hoftheater i München 4 juni 1811.

## Historia
Weber skrev denna muntra lilla opera, som består av tio musiknummer och talad dialog, medan han själv hade ont om pengar och skickade den till storhertigen av Hessen, som kvitterade med 440 gulden. Det är Webers enda komiska opera, fylld av charmfull, glättig musik. Weber bearbetade den flera gånger och satte bland annat in en duett mellan Abu Hasan och Fatima på uppmaning av Goethe, och för ett uppförande i Dresden 1823 skrev han arian "Hier liegt, welch martervolles Los".
Svensk premiär fick verket på Nya Teatern i Stockholm 12 december 1880.

## Personer
- Abu Hassan, Kalifens munskänk (tenor)
- Fatima, hans hustru (sopran)
- Omar, en ockrare (bas)
- Kalifen (talroll)
- Zobeide, hans hustru (talroll)

## Handling
Abu Hassan och hans hustru Fatima är i penningnöd och övertalar ockraren Omar att efterskänka deras skulder mot en kyss av Fatima, men så kommer de på en idé för hur de själva skall skaffa sig pengar. Fatima skall gå till kalifens hustru Zobeide och säga att Abu Hassan är död. Denne skall i sin tur inbilla kalifen att Fatima är död så att de kan få pengar till begravningen och de brokadstycken som ingår i begravningsskicket i Bagdad. Listen lyckas, men då kalifen och Zobeide först skickar sitt tjänstefolk att kontrollera och sedan själva dyker upp för att se efter om uppgifterna är riktiga måste Abu Hassan och Fatima låtsas vara döda. Kalifen erbjuder tusen guldmynt till den som kan säga vem som dog först. Då rusar Abu Hassan upp och förklarar att det var han och inhöstar belöningen, och även kalifens förlåtelse för skämtet.